# Distretto di Kween
Il distretto di Kween è un distretto dell'Uganda, situato nella Regione orientale.